# Сигла
Сигла (лат. sigillum, siglum, кип, статуа; печат), знак за скраћивање појединих ријечи и слогова.
Сигле су почетна слова која замјењују одређено име или назив, кратећи на тај начин текст. Сигле су у употреби већ код античких народа: Јевреја, Грка, Римљана (нпр. SPQR за Senatus populusque Romanus), на новцу, медаљама, натписима. У манускриптама су се толико умножиле да су стварале забуне, па их је Јустинијан забранио и законодавству. Сигле су неопходне у свим наукама, трговачком животу, администрацији, дипломатском саобраћају. Неке сигле су толико одомаћене да их примамо и деклинујемо као властита имена (САД, НОБ, УНРРА).

## Врсте
- Музичка сигла, кратак музички мотив којим почиње нека периодична емисија на радију или телевизији;

- Стенографска сигла, самознак од једног или више слова као скраћеница за ријеч која се често понавља у тексту.